# ريان سكوت (لاعب كرة قدم)
ريان سكوت (بالإنجليزية: Ryan Scott)‏ هو لاعب كرة قدم بريطاني في مركز حراسة المرمى، ولد في 20 مارس 1976 في Saltburn-by-the-Sea ‏ في المملكة المتحدة. لعب مع دارلينجتون إف سى.